# Denis Davydov
Pour les articles homonymes, voir Davidov.
Denis Vassilievitch Davydov  (en russe : Денис Васильевич Давыдов ; 27 juillet 1784 – 22 avril 1839) est un poète et général russe des guerres napoléoniennes. Il est surtout connu pour son rôle dans la guerre de partisans contre la Grande Armée napoléonienne pendant la campagne de Russie.

## Biographie
Denis Davydov est issu d'une grande famille de la noblesse russe, remontant à Gengis Khan. Son père ayant servi sous Alexandre Souvorov, il a passé une grande partie de son enfance en Ukraine où se trouve son régiment Legkoknym. Il fait un certain complexe sur son physique. La mort de Catherine II a sonné le glas de la grâce de Souvorov et il en alla de même pour la famille Davydov ; accusé d'une perte de 100 000 roubles, son père fut sommé de rembourser la somme, ce qui se fit en vendant sa propriété, la famille racheta une petite propriété près de Borodino. Conformément aux souhaits de Souvorov, la famille oriente Denis vers les chevaliers-gardes et son frère vers la politique étrangère.
Sa vie est évoquée (sous le nom de Denis Davidoff) dans le roman d'Henri Troyat Le front dans les nuages où l'héroïne rédige sa biographie. Il est surtout évoqué dans le grand roman historique de Léon Tolstoï, Guerre et Paix, sous le nom de Vassily Denissov.

### Carrière militaire
Denis Davydov entre en 1801 aux chevaliers-gardes malgré sa petite taille, comme élève officier, puis cornette en 1802 et lieutenant en 1803. Denis a déjà commencé à écrire des poèmes et des fables, et devient célèbre dans son régiment. Son ton sarcastique est souvent tourné vers les personnes en vue, contre la lâcheté au combat mais aussi la tricherie aux cartes et la corruption.
Mais son régiment est tenu loin du front alors que son frère Evdokim, qui a quitté la diplomatie pour la cavalerie, se fait remarquer à Austerlitz en recevant 5 coups de sabres, un de baïonnette, une balle et fait prisonnier ; Napoléon le visite sur son lit à l'infirmerie et la rencontre est relatée dans la presse de l'époque.
Denis, dans une volonté de se jeter dans la bataille, pénètre de nuit sous la tente du maréchal Mikhaïl Kamenski en novembre 1806, mais sans résultat : le maréchal commande seulement six jours avant de se retirer ; Pouchkine relate la scène dans La Dame de pique en remplaçant le vieux Kamenski par une comtesse. Marie Narychkine intercède en sa faveur et le fait nommer aide de camp auprès de Bagration. La relation devait être tendue car Denis Davydov s'était moqué du nez de Bagration dans des poèmes, et on rapporte ce dialogue : « Bagration : « Voici celui qui se rit de mon nez » - Davydov « Je n'ai écrit sur ce nez que parce que je l'envie » ».
Il est accepté pour son esprit. Il participe à la bataille d'Eylau où il reçoit la croix de Saint-Vladimir pour avoir retenu l'ennemi (des lanciers français) pendant l'arrivée des hussards russes. Il reçoit une épée d'or pour bravoure exceptionnelle et une autre médaille d'or.
En 1808, lors de la guerre russo-suédoise, il se bat en Finlande, à Kulneva et Oulu, sautant sur la glace du golfe de Botnie avec l'avant-garde.
En 1809, pendant la huitième guerre russo-turque, il fait campagne en Moldavie.

### Campagne de Russie
En 1812, il devient lieutenant-colonel dans le régiment de hussards Okhtyrka dans l'avant-garde du général Ilarion Vassiltchikov. Le 21 août 1812, les combats arrivent en vue de Borodino, le village où son père avait une propriété : Davydov propose alors à Bagration de lui confier une mission de guérilla. L'idée est de priver la Grande Armée de ravitaillement. Mais, la première nuit, le groupe de partisans tombe dans une embuscade de paysans qui confondaient les uniformes français et russes de cavalerie. Une autre fois, avec 130 hussards, sa troupe fait 370 prisonniers français, délivre 200 Russes, capture un chariot de munitions et neuf de fournitures. Ces résultats encouragent Bagration à continuer la guérilla durant la campagne de Russie de 1812. Un autre fois la calèche de Napoléon était en vue mais les partisans en trop petit nombre. Napoléon le nomma précisément pour être capturé et fusillé sur place, il désigna 2 000 hommes et huit officiers pour sa recherche. Davydov participe au combat de Liaskowa (ru) contre le corps d'Augereau, puis, à Kopys, détruit un magasin de cavalerie. Il devient l'un des hommes les plus populaires du pays. Les jeunes hommes du cercle de Pouchkine le considèrent comme un héros romantique modèle et les décembristes recherchent aussi sa compagnie.
Il est versé dans le corps d'armée de Ferdinand von Wintzingerode contre les troupes saxonnes, lors de la bataille de Dresde, et sa renommée était telle que des gens cherchaient à le rencontrer quand il arrivait dans les villes. Devant Paris, il eut cinq chevaux tués sous lui contre la brigade Jacquinot ce qui lui vaut le grade de général.
Son transfert aux dragons, puis aux chevau-légers lui déplaisent, il veut démissionner quand son grade de général est remis en cause et qu'en outre, on lui demande de raser sa moustache de hussard. Sa lettre à l'empereur Alexandre pour signifier son indignation arrive à un moment de bonne humeur « Eh bien, laissez-lui sa hussarde » et il retrouve son régiment et son grade.

### De retour de Paris
En 1814, Davydov sert avec son régiment dans l'armée de Blücher et s'illustre à La Rothière puis devient chef de cabinet en 1815. En 1827, il combat contre les Perses et, en 1831, contre l'insurrection polonaise. Il reçoit la croix de Sainte-Anne.

## Son œuvre
Sa poésie se lit comme le journal intime du soldat et du bon vivant qu'il était. Ses œuvres étaient admirées par Vissarion Belinski pour leurs qualités intrinsèques et parce qu'elles étaient imprégnées de l’esprit de la Russie. Ses thèmes étaient le courage, les prostituées, la vodka, et l’amitié véritable. Davydov célèbre l’homme sans peur, sur le champ de bataille et devant la bouteille.
Davydov a également écrit un Essai sur la guerre de partisans (en 1821), récemment republié, ainsi que des Mémoires.
Denis Davydov meurt le 22 avril 1839 et est inhumé au cimetière de Novodievitchi. où sa tombe toujours fleurie est surmontée de son buste en bronze.

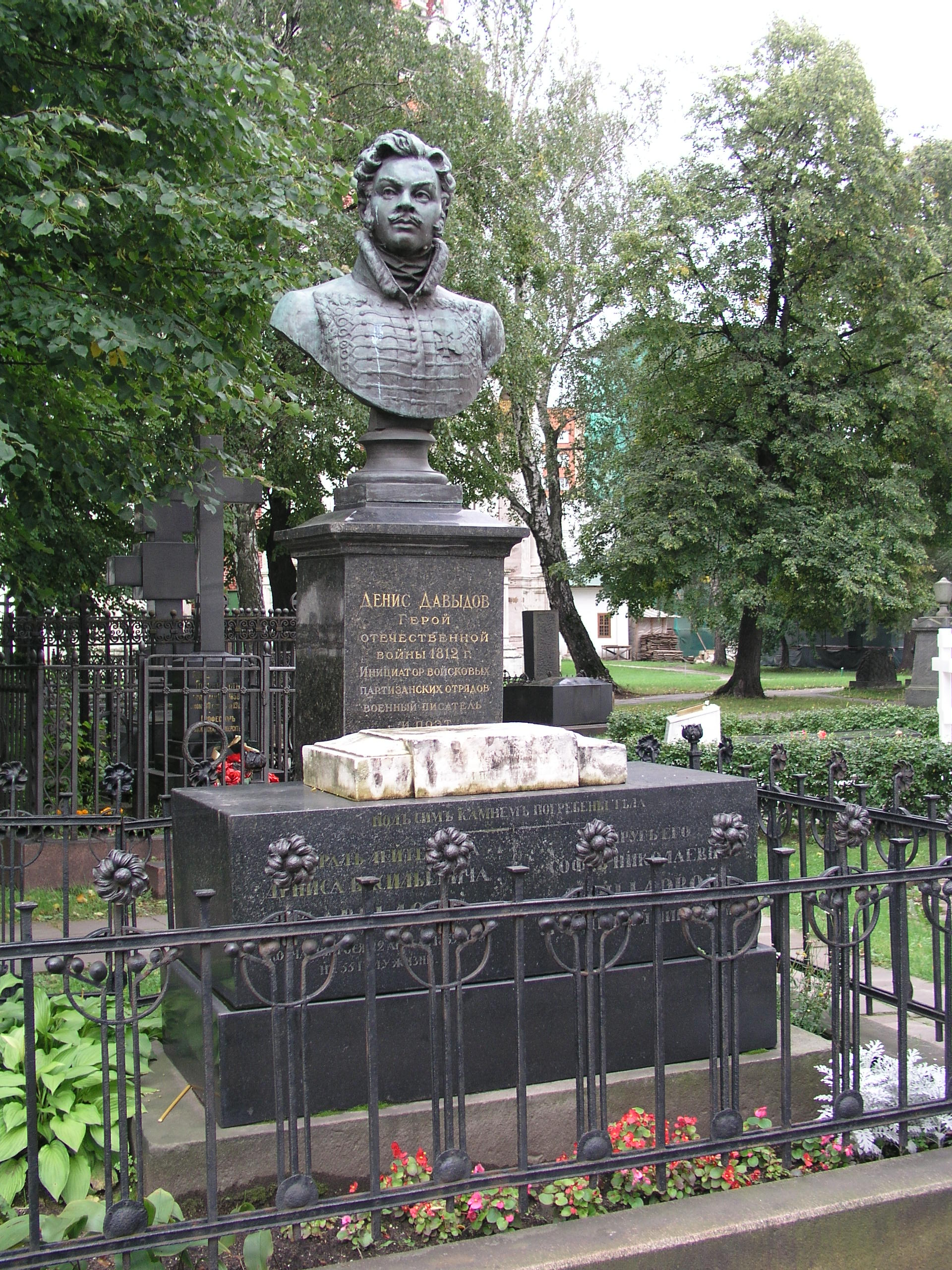
La tombe de Denis Vassilievitch Davydov